# Erigorgus curtus
Erigorgus curtus là một loài tò vò trong họ Ichneumonidae.